# Solpuga truncata
Espèce
Synonymes
- Solpugopa truncata Lawrence, 1968

Solpuga truncata est une espèce de solifuges de la famille des Solpugidae.

## Distribution
Cette espèce est endémique d'Afrique du Sud. Elle se rencontre vers le parc national Kruger.

## Publication originale
- Lawrence, 1968 : A contribution to the solifugid fauna of southern Africa (Arachnida). Annals of the Transvaal Museum, vol. 26, no 3, p. 53-77.